# Резуненковский сельский совет Харьковской области
Резуненковский сельский совет — входит в состав Коломакского района Харьковской области Украины.
Административный центр сельского совета находится в селе Резуненково.

## История
- 1920 — дата образования.

## Населённые пункты совета
- село Резуненково
- село Вдовичино
- село Анновка
- село Гришково
- село Гуртововка
- село Калениково
- село Крамаровка
- село Мирошниковка
- село Прядковка
- село Явтуховка

### Ликвидированные населённые пункты
- село Евтушенково
- село Куцевка
- село Степовое